# البياضية (أسيوط)
قرية البياضية هي إحدى القرى التابعة لمركز البدارى في محافظة أسيوط في جمهورية مصر العربية. حسب إحصاءات سنة 2006، بلغ إجمالي السكان في البياضية 5211 نسمة، منهم 2542 رجل و2669 امرأة.